# ハビビ (コミック)
ハビビ（英: Habibi）は、2011年9月にパンテオン・ブックスから刊行されたクレイグ・トンプソンによるグラフィックノベルである。イスラム民話を思わせる架空の国に舞台を取り、逃亡奴隷の少女ドドラ（Dodola）と黒人の幼児ザム（Zam）の関係を描いている。二人は離れ離れとなり、年月とともに元の名前を失い、身体も変貌を遂げる。最終的に二人は再会するが、それまでの経緯が愛を育み直す妨げとなる。公式サイトが伝える同書のコンセプトは、ラブストーリーであると同時に寓話であって、人間と自然界との関係や、第一世界と第三世界との間の文化的断絶、キリスト教とイスラム教が共有する遺産などのテーマが扱われている。
そのビジュアルデザインの美しさと叙事詩的な世界観は『TIME』、『ELLE』、『Salon.com』、『ナショナル・パブリック・ラジオ』などの刊行物でおおむね賞賛を受けたが、他方でセクシュアリティの扱いやアラブ人とアラブ文化の描き方に対して批判が寄せられた。

## 刊行史
トンプソンが『ハビビ』の執筆に取り掛かったのは2004年の末である。トンプソンによれば、キリスト教徒として自らの育ちと信仰について描いた前著 Blankets も本作に影響を与えたものの、構想の根となったのは、嫌悪の対象となっているムスリムをもっと理解し、彼らへの人間的共感を広め、また不当に貶められているアラブ・イスラム文化の美しさを伝えたいという長年の望みだという。
トンプソンはイスラム文化からのインスピレーションとしてアラビア書道、イスラム美術、幾何学的デザイン、装飾、建築を挙げ、特にアラビア書道について、概念を筆記体の文字でシンボル化したものであって、漫画の原型だという持論を述べた。 本書はそれぞれ異なるスタイルで描かれた九章からなり、北アフリカのアラブ文化で護符として用いられる3×3マスの魔方陣がそれらを収める役割をする。 本書ではまた、19世紀のオリエンタリズム絵画、特にジャン＝レオン・ジェロームからの明らかな引用が見られる。
2012年に風間賢二の翻訳による本作の日本語版全2巻がTOブックスから刊行され、同年に第16回文化庁メディア芸術祭マンガ部門における審査委員会推薦作品に挙げられた。

## 物語
『ハビビ』は現代の物語だが、架空の「オリエント風の情景」を描いている。トンプソンがこうした設定を選んだのは、旧い世界と新しい世界が衝突しながらも重火器と戦争が登場しない、混沌としたおとぎ話を展開させるためだという。舞台はイスラム国家であり、アラビア書道が扱われ、登場人物もムスリムとして育てられているにもかかわらず、そこが中東だとは明言されていない。トンプソンは様々な地域の文化を寄せ集めて自らの創意を加えたと述べている。
同書はコーランから取られた説話を差し挟みながら二人の主人公の物語を追っていく。少女ドドラは知性を備え読み書きができるにもかかわらず、その美しさのために欲望の的となる。彼女が保護した黒人の子供ザムは、自分を養ったドドラへの罪悪感に苛まされ、重大な決断を下す。

## 評価

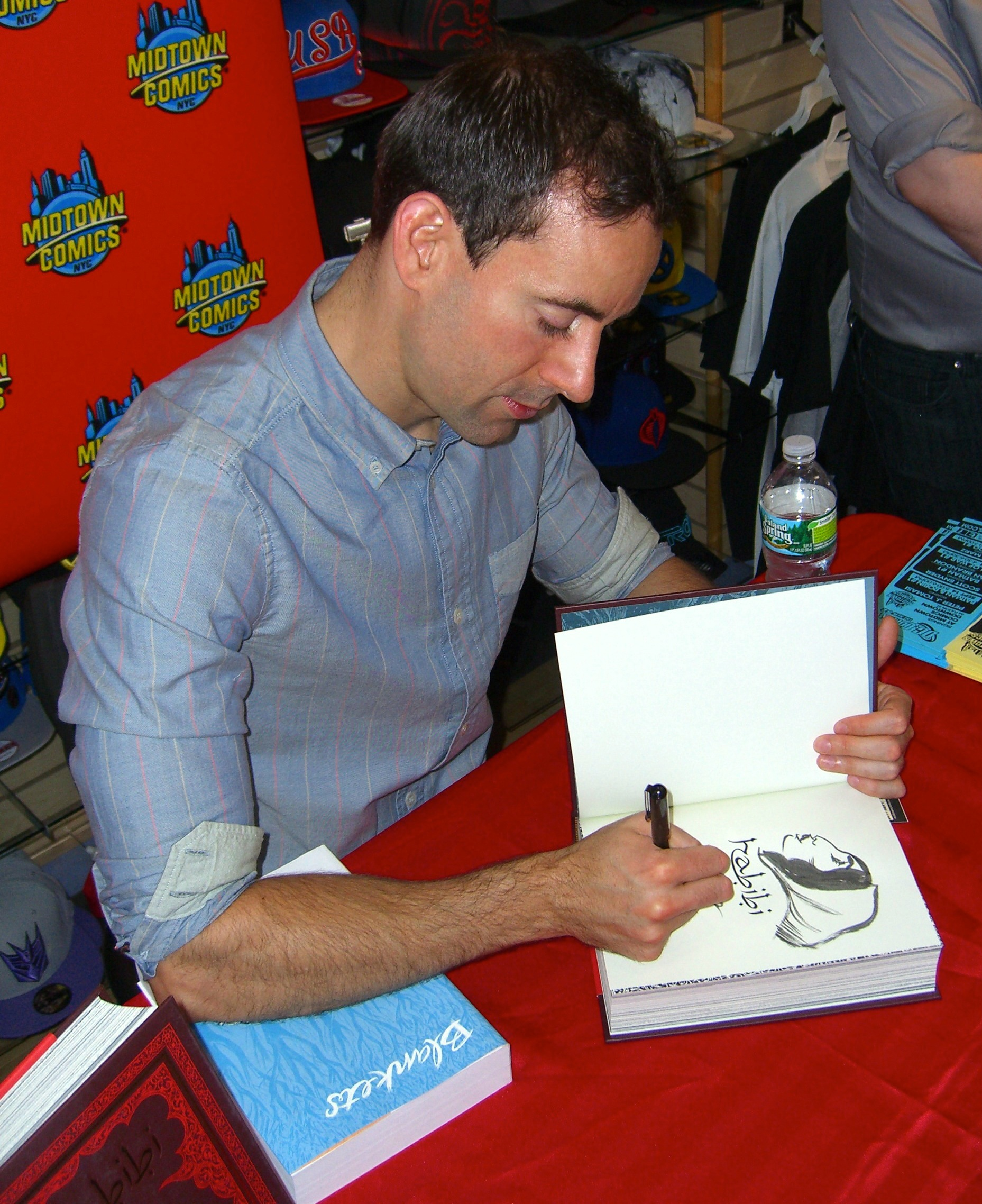
本作の発売日にマンハッタンのコミックショップを訪れた作者クレイグ・トンプソンが、本書に主人公ドドラの絵を描いている（2011年9月20日）。

本作は多くの批評家から賞賛を受けた。ダグラス・ウォークは『タイム』誌で「壮大で緩みのない筆致は過去のいかなる漫画家にも劣らない（中略）そしてページに引かれたすべての線が祈りに見える」と評した。 リサ・シェイは『Elle』誌に以下のように書いた。「トンプソンはグラフィックノベルのチャールズ・ディケンズである（中略）[そして] 『ハビビ』が比類ない傑作であるのは疑いようもない」。 『フィナンシャル・タイムズ』紙への寄稿で、ニール・ムカルジーは「深い共感と、昔なら聖なる霊感と呼ばれたであろう何か」が本書に込められていると述べた 。ローラ・ミラーはSalon.comで「興奮に満ち、容赦なく涙腺を刺激してくるデュマ張りの大著。見る者を引き込む精微なデザインと素晴らしい物語が全編に詰まっている」と述べた。作家インバリ・イセーレスは『インデペンデント』紙で以下のように予言した。「本書は遠からず古典の列に加えられ、著者はグラフィック・ノベル作家の殿堂どころか、あらゆるメディアを通じた現代最高の作家の仲間入りをするだろう」 グレン・ウェルドンは『ナショナル・パブリック・ラジオ』で次のようにコメントした。「今年読んだすべての本の中でもっとも再読が楽しみなのが、この謎と驚きに満ちた『ハビビ』だ」 文学サイト The Millions のジェイコブ・ランバートは、本書を「これまで描かれた中でもっとも偉大な物語」と呼んだ。書評サイトGraphic Novel Reporterでジョン・ホーガンは以下のようにコメントした。「今年最高のグラフィックノベルであるのはもちろん、過去10年で最高と言ってもいいかもしれない（中略）本作は完全にゲームを変えてしまった。今後あらゆるグラフィックノベルは新しい基準で評価されることだろう」 
マイケル・フェイバーは『ガーディアン』紙で『ハビビ』を「描くことそのものの祝祭」と称賛し、トンプソンの「強迫的なまでの描き込み」をジョー・サッコやウィル・アイズナーのそれと並べた。しかし作画表現と作品のメッセージに賛辞を贈る一方で、フェイバーは本作が冗長であることと、性の描き方を問題視した。フェイバーによれば、繰り返しドドラを襲う性的凌辱は本作を自己崩壊に陥らせていた。
ハーバード大学の学生新聞『ザ・ハーバード・クリムゾン』への寄稿で、Natalie du P.C. Pannoは『ハビビ』を「精美な作品」と呼び、絵と文によるグラフィックノベルの文法に、アラビア書道と幾何学的デザインが新たな次元をつけ加えたと論じた。また、トンプソンがオリエンタリストの常套句を用いながらも、そこに繊細な意図が秘められていると評価した。
書評誌『コミックス・ジャーナル』は同誌のライターを集めて『ハビビ』に関する座談会を開いた。司会は文学者チャールズ・ハットフィールド、参加者はヘイリー・キャンベル、クリス・モートナー、漫画家トム・ハート、ケイティー・ヘイグリー、ジョー・マカロックである。
- トンプソンの作画はパネリストのほとんどから「豪華」「目がくらむ」「豊穣」と賞賛され、偽光 (false light) の使い方や、砂漠のただ中に打ち捨てられた舟という「鮮烈な」イメージなどが好意的に言及された。また、最終幕に登場する漁師の造形はウィル・アイズナーと並び称された。
- そのほか優れた点として、アラビア書道や数秘術の利用、聖書とコーランの挿話が絡み合わされたサブプロット、「水を黄金に変える難題」のエピソードに代表される複線的な作劇、そして各章のシンボルとその内容の対応や、川の流れと血の流れのようなモチーフの対比が効果的に使われていることが挙げられた。
- ハットフィールドは「洗練された作品とは言いがたい」と評した。その理由は、環境主義からイスラム恐怖症へのカウンターまでテーマを詰め込みすぎていることや、水利権やレイシズム、公害、奴隷制、レイプについての寓意が直接的に過ぎることである。モートナーはこれに反論して、サブプロットの多すぎた前作『ブランケット』より本作の方がスムーズに読めると主張した。ハートとマックルーは異口同音に、トンプソンはあらゆるディテールを描き切ろうとするため、想像や解釈の余地がないことを指摘した。
- パネリストからもっとも不満が集まったのは、生と人間性に対する見方が索漠としていることと、登場人物が受ける性的虐待が度を越していることだった。特にハットフィールドとヘーゲルは、作者トンプソンは虐待を非難するのと同時にそれを楽しんでいると非難した。
- ヘーゲルは黒人キャラクターの描き方が人種的カリカチュア（アフリカ系アメリカ人のステレオタイプ（英語版））に近く「不適切」「気分が悪くなる」と述べ、それがユーモアとして扱われることが「時代遅れ」だと指摘した。ハートとヘーゲルはまた、黒人キャラクターのヒヤシンスがアメリカ黒人の英語を使うことを受け入れがたいと述べた。
- キャンベルは別の観点から、本作のユーモアは緊迫したシーンを和らげる意図で用いられていると述べた。例として挙げられたおならの出やすい宮廷小人や漁師についてはほかの参加者も同意した。

ロビン・クレスウェルは『ニューヨーク・タイムズ』紙上で本書を「[様々なテーマの] ごちゃ混ぜ」と評した。クレスウェルによれば、本作の根幹は「自らの性的幻想を恥じる心を描いた幻想文学」であって、性的妄想を露悪的に描写するロバート・クラムと通じるものがある。これは白人男性がほとんどを占めるアメリカのコミック界特有の心理だという。またクレスウェルは『コミックス・ジャーナル』のパネルと同様に、人種差別と性差別の描き方や、事実とファンタジーの区別をつけずにムスリム世界をエキゾチシズムで彩っていることを非難した。「トンプソンがオリエンタリズムをからかっているのか、自らそれに染まっているのか、見失いがちになる （中略） イラストレーターとしてのトンプソンは （中略）どうやら、服を脱がさなければドドラを思い描くことができないようだ （中略） それは通俗的なエキゾチシズムに奉仕する通俗的な技巧というものだ」
書評サイト The Hooded Utilitarian のレビュアー Nadim Damluji は「アメリカ人読者にアラブ人への人間的共感を起こす試みとしては不完全」と評価した。Damlujiが俎上に載せたのは、作者にアラビア語の知識がないこと、アラブ文化の恣意的な借用が文化の盗用にあたること、そして、西洋化された近代都市が性奴隷に象徴される原始的なハレムと共存していることである。Damlujiはトンプソンの技術の高さには讃嘆を惜しまず、作画は「目の覚めるよう」、イスラム文化から学んだ表現を「魅了される」と述べている。しかし同時に、ドドラとザムが奥行きを備えたキャラクターだと見せるために「非人間的なアラブ人たち」との対比が使われていることも指摘した。レビューは以下のように結ばれた。「『ハビビ』は多くの面で成功しているが、無視できない欠点もある（中略）トンプソンが嬉々として描く野蛮なアラブは、奴隷があふれかえる停滞した社会という、西洋の文芸でおなじみのものだ（中略）作る側がレイシスト的な表現だと分かっていたとしても、読者にとってはやはりレイシズムなのだ」